# Transitway (Ottawa)
Le Transitway est un réseau de bus à haut niveau de service exploité par OC Transpo à Ottawa, Ontario (Canada). Il est mis en service en 1983, mais sa longueur est substantiellement réduite lors de la mise en service de la ligne 1 de l'O-Train. 